# Unionicola ypsilophora
Unionicola ypsilophora is een mijtensoort uit de familie van de Unionicolidae. De wetenschappelijke naam van de soort is voor het eerst geldig gepubliceerd in 1783 door Bonz.